# Liste des livres brûlés en Allemagne en 1933
Entre le 10 mai et le 21 juin 1933, de nombreux autodafés ont été organisés en Allemagne à l'appelle de la NDS national-socialiste. La « liste noire » des livres brûlées a été élaborée par le bibliothécaire Wolfgang Herrmann, après quoi les étudiants et d'autres membres des universités ont brûlé les livres dont le contenu était contraire à l'« esprit non-allemand » des bibliothèques universitaires, des bibliothèques publiques et des librairies.

## Liste noire
Le bibliothécaire berlinois Wolfgang Herrmann (de) travaillait sur un répertoire des écrits depuis plusieurs années. Ainsi, la DST s'est tourné vers lui en lui demandant d'établir une « liste noire » afin de lutter contre l'« esprit non allemand », à la base de la purge.

## Liste de la bibliothèque Herrmann

### Belles lettres
La liste noire des « belles lettres » est accompagnée d'une lettre du bureau principal du syndicat des étudiants allemands du 2 mai 1933 :

« Cette liste donne tous les livres et tous les auteurs qui peuvent être éliminés des bibliothèques publiques. […] La liste nous apprend rien sur l'existence réelle des bibliothèques individuelles. Il applique uniquement comme une ressource générale pour les bibliothécaires et les commissaires qui sont chargés de nettoyage. »

« Die vorliegende Liste nennt alle Bücher und alle Autoren, die bei der Säuberung der Volksbüchereien entfernt werden können. Ob sie alle ausgemerzt werden müssen, hängt davon ab, wie weit die Lücken durch gute Neuanschaffungen aufgefüllt werden. Die Liste sagt nichts aus über den faktischen Bestand der einzelnen Büchereien. Sie gilt nur als allgemeines Hilfsmittel für Bibliothekare und Kommissare, die mit der Säuberung beauftragt sind. »

- Anthologie jüngster Lyrik
- Anthologie jüngster Prosa
- Asch, Nathan (de)
- Asch, Schalom
- Babel, Isaac
- Barbusse, Henri
- Barthel, Max (en)
- Becher, Johannes R.
- Beer-Hofmann, Richard
- Birkenfeld, Günther
- Bley, Fritz – tout
  - (sauf :) Tier- und Jagdgeschichten
- Bobinska, Hélène (pl)
- Bogdanov, Nikolaï
  - Das erste Mädel
- Bonsels, Waldemar – tout
  - (sauf :) Biene Maja, Himmelsvolk, Indienfahrt
- Braune, Rudolf
  - Mädchen an der Orga Privat
- Brecht, Bertolt
- Breitbach, Joseph
  - Rot gegen Rot
- Brod, Max – tout
  - (sauf :) Tycho Brahe
- Brück, Christa Anita
  - Schicksale hinter Schreibmaschinen
- Carr, Robert Spencer
- Doeblin, Alfred – tout
  - (sauf :) Wallenstein
- Dos Passos, John
- Dreißig neue Erzähler des neuen Russlands
- Dreißig neue deutsche Erzähler
- Ebermayer, Erich
  - Die Nacht in Warschau
- Edschmid, Kasimir – tout
  - (sauf :) Timur, Die 6 Mündungen
- Ehrenburg, Ilja – tout
  - (sauf :) Grachus Badoeuf
- Essig, Hermann
- Ewers, Hans H.
  - Vampir, Mandragore
- Felden, Emil
  - Eines Menschen Weg
- Feuchtwanger, Lion
- Fink, Georg
- Frank, Leonhard – tout
  - (sauf :) Räuberbande, Ochsenfurter Männerquartett
- Frey, Alexander
  - Pflasterkästen
- Geist, Rudolf
- Gladkow, Fjodor
- Gläser, Ernst
- Goll, Iwan
- Gorki, Maxim
  - La Confession
- Graf, Oskar Maria – tout
  - (sauf :) Wunderbare Menschen, Kalendergeschichten
- Gruenberg, Karl
- Hašek, Jaroslav
- Hasenclever, Walter
- Hemingway, Ernest
  - L'Adieu aux armes
- Georg Hermann
  - Kubinke, Schnee, Die Nacht des Dr. Herzfeld
- Hirsch, Karl Jakob
  - Vorbestraft, Kaiserwetter
- Hofbauer, Josef
  - Der Marsch ins Chaos
- Hoffmann, Richard
  - Frontsoldaten
- Holitscher, Arthur
- Hotopp, Albert
- Ilf, Ilia ; Petrow, Jewgeni
  - 12 Stühle
- Illés, Béla
- Inber, Vera
- Jacob, Heinrich Eduard
  - Blut und Zelluloid
- Johannsen, Ernst
  - Vier von der Infanterie
- Kaestner, Erich – tout
  - (sauf :) Émile et les Détectives
- Kallinikow, Josef
- Katajew, Valentin
- Kaus, Gina
- Kellermann, Bernhard
  - Der 9. November
- Kerr, Alfred
- Kesten, Hermann
- Keun, Irmgard
- Kisch, Egon Erwin
- Klaeber, Kurt
- Köppen, Edlef
  - Heeresbericht (de)
- Kollontay, Alexandra
- Kurtzig, Heinrich
  - Dorfjuden
- Kusmin, Michail
- Latzko, Andreas
- Lampel, Peter Martin
  - Verratene Jungen, Revolte im Erziehungsheim
- Leidmann, Eva
- Leitner, Maria
  - Hotel Amerika
- Leonow, Leonid
  - Aufbau
- Lernet-Holenia, Alexander
- Lewisohn, Ludwig
  - Das Erbe im Blut
- Libedinsky, Juri N.
- Lidin, Vladimir (en)
- Liepman, Heinz
- Linck, Otto
  - Kameraden im Schicksal
- London, Jack
  - Martin Eden, Le Vagabond des étoiles, Le Talon de fer
- Ludwig, Emil
- Mann, Heinrich
- Mann, Klaus
- Meyer-Eckhardt, Viktor
  - Das Vergehen des Paul Wendelin
- Meyrink, Gustav
- Michael, Friedrich
  - Die gut empfohlene Frau
- Neumann, Robert – tout
  - (sauf :) Mit fremden Federn
- Neverov, Alexander S.
- Ognev, Nikolaï
- Olbracht, Ivan
- Ottwalt, Ernst
- Panfjorov, Fjodor (de)
- Pantelejev, Leonid
- Pinthus, Kurt
- Plivier, Theodor
- Regler, Gustav
- Remarque, Erich Maria
- Renn, Ludwig
  - Nachkrieg
- Ringelnatz, Joachim
- Roth, Joseph
- Rubiner, Ludwig
- Rümann, Arthur
- Sachs, Nelly
- Sanzara, Rahel
- Schaeffer, Albrecht
  - Elli oder die sieben Treppen
- Schirokauer, Alfred
- Schlump (d.i. Herbert Grimm)
- Schnitzler, Arthur – tout
  - (sauf :) Der Weg ins Freie
- Schröder, Karl
- Seifullina, Lidija tout
  - (sauf :) Der Ausreißer
- Seghers, Anna
- Sinclair, Upton
- Sochaczewer, Hans
- Soschtschenko, Michail
- Serafimovitch, Alexandre
- Sologub, Fjodor
- Suttner, Bertha von
  - Die Waffen nieder
- Tetzner, Lisa
  - Hans Urian (de)
- Thomas, Adrienne
- Sunao Tokunaga
- Toller, Ernst
- Traven, B.
  - Regierung (en allemand : Gouvernement), Der Karren (en allemand : La Charrette). Ses autres livres ont été ajoutés à la liste par la suite[2]
- Tucholsky, Kurt
- Türk, Werner
- Ulitz, Arnold
  - Ararat, Worbs, Testament
- Unruh, Fritz von – tout
  - (sauf :) Offiziere, Louis Ferdinand
- Vanek, Karl
- Wassermann, Jakob
- Wedding, Alex
  - Ede und Unku (de)
- Wegner, Armin T.
- Weiskopf, F. C.
- Werfel, Franz – tout
  - (sauf :) Barbara, Verdi, Tod des Kleinbürgers
- Wöhrle, Oskar
  - Querschläger
- Zweig, Arnold
- Zweig, Stefan

### Histoire
Cela concerne généralement :

« a.) Retirer du département d'histoire les ouvrages sur la Première Guerre mondiale et la littérature pacifiste ou défaitiste.

b.) Retirer du département sur l'Histoire de la Russie toute la littérature sur le parti bolchevique. »

- Astrow, Walentin, Slepkow, Alexander (de), Thomas, J.
  - Illustrierte Geschichte der Russischen Revolution
- Barbusse, Henri (1873–1935)
  - 159 Millionen
- Bauer, Otto
  - Die österreichische Revolution
- Beer, Max – tout
  - Allgemeine Geschichte des Sozialismus und der sozialen Kämpfe u.a.
- Blos, Wilhelm
  - Von der Monarchie zum Volksstaat
- Blum, Oskar
  - Russische Köpfe
- Cunow, Heinrich (en)
  - Der Ursprung der Religion und des Gottesglaubens
- Dan, Theodor
  - Sowjetrußland, wie es wirklich ist – Deutsche Einheit – Deutsche Freiheit – Gedenkbuch zum Verfassungstag 1929
- Dreiser, Theodore
  - Sowjetrußland
- Eisner, Kurt  – tout
  - Welt werde froh. Ein Kurt-Eisner-Buch. Zum 10. Jahrestage der Ermordung Kurt Eisners, [Aus d. Nachlaß Kurt Eisners zs. Gest. von Erich Knauf], Berlin, Büchergilde Gutenberg 1929, 213 S.
- Fischer-Baling, Eugen
  - Die kritischen 39 Tage von Sarajewo bis zum Weltbrand, Volksgericht, die deutsche Revolution von 1918
- Gumbel, Emil – tout
- Hahn, Paul
  - Erinnerungen aus der Revolution in Württemberg
- Hegemann W. Ellwald, Fr. v.
  - Sittenspiegel (Bd. 1–2)
- Hobohm, Martin
  - Untersuchungsausschuss und Dolchstoßlegende
- Holitscher, Arthur
  - Drei Monate in Sowjet-Russland.
- Hurwicz, Elias
  - Geschichte der jüngsten russischen Revolution Kamerad im Westen
- Kampffmeyer, Paul (de), Altmann, Bruno
  - Vor dem Sozialistengesetz
- Kantorowitcz, Hermann U.
  - Der Geist der Englischen Politik und die Legende von der Einkreisung Deutschlands
- Kautsky, Karl (1854–1938)
  - Karl Marx’s oekonomische Lehren. gemeinverständlich dargestellt und erläutert, Stuttgart 1887, 259 S.
- Kersten, Kurt (Pseud. Georg Forster) (de) (1891–1962)
  - Bismarck und seine Zeit. [Ausstattung von Paul Urban], Berlin, Neuer Deutscher Verlag 1930, 544 S.
- Kisch, Egon Erwin – tout
  - China geheim. Berlin, Reiß, 1933, 280 S.
  - Egon Erwin Kisch beehrt sich darzubieten: Paradies Amerika. Berlin, Reiss 1930, 347 S.
- Kleinberg, Alfred
  - Die europäische Kultur der Neuzeit
- Ludwig, Emil – tout
- Luxembourg, Rosa – tout
  - Die Krise der Sozialdemokratie (Juniusbroschüre). mit e. Einleitung von Clara Zetkin, Berlin, Rote Fahne 1919, XI, 100 S.
  - Briefe aus dem Gefängnis. Hrsg. vom Exekutivkomitee der Kommunistischen Jugendinternationale (die Ausstattg. bes. Karl Gossow), Berlin 1927, 79 S., mit 1 eingedr. Faks. und 1 eingekl. Abb.
  - Sozialreform oder Revolution. Leipzig, Vulkan-Verlag 1919, 90 S.
- Marcu, Valeriu
  - Schatten der Geschichte
- Mehring, Franz – tout
  - Die Lessing-Legende. Zur Geschichte und Kritik des preußischen Despotismus und der klassischen Literatur. Berlin: Dietz 1926, 426 S.
  - Deutsche Geschichte vom Ausgang des Mittelalters. Ein Leitfaden für Lehrende und Lernende. Berlin, Dietz 1923, 238 S.
  - Arche Noah SOS. Neues, trostreiches Liederbuch. Berlin, Fischer 1931, 158 S.
- Merkenschlager, Friedrich
  - Götter, Helden und Günther
- Müller-Franken, Hermann
  - Die November-Revolution
- Noske, Gustav
  - Von Kiel bis Kapp
- Olberg, Oda
  - Briefe aus Sowjetrußland
- Pjatnickij, Osip Aronovitsch
  - Aufzeichnungen eines Bolschewiks, Erinnerungen aus den Jahren 1896 – 1917. Wien/Berlin, Verlag für Literatur und Politik 1927, 305 S.
- Reed, John
  - Zehn Tage, die die Welt erschütterten. Mit e. Vorw. von Egon Erwin Kisch, Wien, Verlag für Literatur und Politik 1927, XXIII, 345 S.
  - Deutsche Revolution
  - Eine Sammlung zeitgen. Schriften
- Rosenberg, Arthur
  - Die Entstehung der deutschen Republik 1871 – 1918. Berlin, Rowohlt 1928, 283 S.
- Rühle, Otto (1874–1943)
  - Illustrierte Kultur und Sittengeschichte des Proletariats
- Schäffer, Julius
  - Die Zerstörung des Volksgedankens durch den Rassenwahn
- Schapovalov, Alexander
  - Auf dem Weg zum Marxismus
- Schiff, Fritz
  - Die großen Illusionen der Menschheit
- Schiff, Victor
  - So war es in Versailles
- Severing, Carl
  - 1919–1920 im Wetter und Wetterwinke
- Sforza, Carlo
  - Gestalten und Gestalter des neuen Europa – Die europäischen Diktaturen
- Slang, F.
  - Panzerkreuzer Potemkin
- Sommer, Bruno
  - Geschichte der Religionen (Bd. 1–2)
  - die Bibel
- Stalin, Jossif W.
  - Auf dem Weg zum Oktober
- Trotzki, Leo
- Tschuppik, Karl
  - Ludendorff
- Wegner, A. T.
  - Fünf Finger über Dir
  - Wehrlos hinter der Front
- Wells, Herbert G.
  - Die Geschichte unserer Welt.
  - Grundlinien der Weltgeschichte 
  - Wie würde ein neuer Krieg aussehen?
  - Untersuchung, eingel. von der Interparlamentären Union
- Wittfogel, Karl A.

### Arts
- Dix, Otto (1891–1969)
  - Der Krieg. 24 Offsetdrucke nach Originalen aus dem Radierwerk, Nierendorf, Berlin 1924, 24 Bl.
- Grosz, George (d.i. Georg Ehrenfried Groß) (1893–1959) – tout
  - (z. B.) Das neue Gesicht der herrschenden Klasse. Berlin, Malik-Verlag 1930, 126 S.
  - (z. B.) Die Gezeichneten. 60 Blätter aus 15 Jahren, Berlin, Malik-Verlag1930, 128 S.
  - (z. B.) Die Kunst ist in Gefahr. (avec Wieland Herzfelde) 3 Aufsätze [Einband und Schlußzeichnungen von George Grosz], Berlin, Malik-Verlag (1925), 44 S. mit Abb. (= Malik-Bücherei, Band 3)
- Knauf, Erich
  - Empörung und Gestaltung  (c'est-à-dire : Empörung und Gestaltung – Künstlerprofile von Daumier bis Kollwitz)
  - Daumier („Daumier selbst bleibt in den Büchereien“)
- Märten, Lu (d.i. Louise Charlotte Märten) (1879–1970)
  - Historisch-Materialistisches über Wesen und Veränderung der Künste Berlin, Junge Garde [1921], 67 S. (= Internationale Jugendbibliothek, Band 15)
- Masereel, Frans seulement („alles andere von Masereel bleibt!“):
  - Bilder aus der Großstadt
- Monographie sur :
  - Chagall
  - Klee
  - Lautre (c'est-à-dire : Henri de Toulouse-Lautrec)
  - Meitner (désigné probablement Ludwig Meidner)
  - Roessel, Karl (de)
- Siemsen, Anna
  - Politische Kunst und Kunstpolitik, Berlin 1927
- Sinclair, Upton (1878–1968) 
  - Die goldene Kette oder Die Sage von der Freiheit der Kunst. autor. Übers. aus d. amerik. Ms. von Hermynia zur Mühlen, Berlin, Malik-Verlag 1928.
- Wolfradt, Willi
  - Otto Dix

### Politique et sciences politiques
- Abraham, Rudolf
  - Die Theorie des modernen Sozialismus
- Abramowitsch, Mark
  - Hauptprobleme der Soziologie
- Adler, Max (1873–1937) – tout
- Asch, Käthe
  - Die Lehre Charles Fouriers
- Aufhäuser, Siegfried (1884–1969) – tout
- Balabanoff, Angelica – tout
- Barbusse, Henri (1873–1935)
  - Die Henker
  - 150 Millionen
- Bauer, Ludwig (en) (gemeint ist: Ludwig Bauer, 1876–1935)
  - Morgen wieder Krieg
  - Die öffentliche Meinung [gemeint ist vermutlich Die öffentliche Meinung in der Weltgeschichte von Wilhelm Bauer]
- Bauer, O. – tout
- Bebel, August (1840–1913)
  - Die Frau und der Sozialismus, Stuttgart 1895, 472 S.
- Bernstein, Eduard (1850–1932) – tout
  - (z. B.) Erinnerungen eines Sozialisten. Teil 1: Aus den Jahren meines Exils. Völker zu Hause, Berlin, Reiß 1918, 306 S.
- Bernstein, Fritz (1890–1971)
  - Der Antisemitismus als Gruppenerscheinung. Versuch einer Soziologie des Judenhasses, Berlin, Jüdischer Verlag 1926, 222 S.
- Blos, Anna; Geyer, Anna; Schreiber, Adele; Schroeder, Louise
  - Die Frauenfrage im Licht des Sozialismus
- Borchardt, Julian
  - Einführung in den wissenschaftlichen Sozialismus
- Brupbacher, Fritz
  - Marx und Bakunin
- Bucharin, Nikolaj Ivanovič (1888–1938)
  - Die internationale Lage und die Aufgaben der kommunistischen Internationale. Bericht der Delegation der KPSU (B) beim EKKI an den 15. Parteitag, Hamburg, Berlin, Hoym 1928, 69 S.
  - Programm der Kommunisten (Bolschewiki) Berlin, Rote Fahne 1919, 127 S.
- Cohnstaedt, Wilhelm
  - Die Agrarfrage
- Coudenhove-Kalergi, Richard – tout
- Cunow, Heinrich (de)
  - Allgemeine Wirtschaftsgeschichte Bd. 4
- Danneberg, Robert
  - Zehn Jahre neues Wien
- Deutsch, Julius
  - Wehrmacht und Sozialdemokratie
- Deutsch, Otto
  - Das Räderwerk des Roten Betriebes
- Dittmann, Wilhelm
  - Die Marinejustizmorde 1917
- Drehn
  - Lohnarbeit und Kapital
- Eckstein, Gustav (en)
  - Kapitalismus und Sozialismus
- Ehinger, Otto
  - Die sozialen Ausbeutungssysteme
- Engels, Friedrich (1820–1895) – toutes les rubriques
  - (sauf :) Der deutsche Bauernkrieg
  - (sauf :) Die Lage der arbeitenden Klasse in England
  - (sauf :) Ludwig Feuerbach und der Ausgang der klassischen deutschen Philosophie
  - (z. B.) Ursprung der Familie, des Privateigenthums und des Staates. Im Anschluss an Lewis H. Morgan’s Forschungen, Stuttgart 1896, 188 S.. (= Die internationale Bibliothek, Band 11)
- Erkelenz, Anton
  - 10 Jahre deutsche Republik
- Fabian, Walter (1902–1992)
  - Die Kriegsschuldfrage. Grundsätzliches und Tatsächliches zu ihrer Lösung, Leipzig: Oldenbourg [1925], 126 S.
- Feiler, Arthur
  - Das Experiment des Bolschewismus
- Fischer, Louis
  - Oelimperialismus
- Foerster, Friedrich Wilhelm (1869–1966) – tout
  - (z. B.) Lebensführung. Ein Buch für junge Menschen, neue Ausgabe, Berlin [u. a.], de Gruyter 1922, VIII; 313 S.
- Fraenkel, Ernst
  - Soziologie der Klassenjustiz
- Freymuth, Arnold
  - Sozialdemokratie und Berufsbeamtentum
- Fried, Alfred H.
  - Handbuch der Friedensbewegung
- Goetz, Walter
  - Deutsche Demokratie
- Graf, G. E. – tout
- Gumbel, Emil J.
  - Verräter verfallen der Feme
  - Verschwörer
  - Vier Jahre politischer Mord
- Heimann, Eduard (en)
  - Kapitalismus und Sozialismus
  - Sozialistische Wirtschafts- und Arbeitsordnung
- Hermes, Gertrud (de)
  - Die geistige Gestalt des marxistischen Arbeiters und die Arbeiterbildungsfrage
- Heuss, Theodor
  - Führer aus deutscher Not, Hitlers Weg
- Hilferding, Rudolf
  - Das Finanzkapital, Die Schicksalsstunde der deutschen Wirtscharfspolitik
- Hillquit, Morris (de)
  - Der Sozialismus
- Hobohm, Martin
  - Dolchstoßlegende
- Hodann, Max
  - Geschlecht und Liebe
- Hoelz, Max – tout
- Hofbauer, Josef
  - Im roten Wien
- Ilgenstein, Wilhelm
  - Die religiöse Gedankenwelt des Sozialismus
- Juchacz, Marie
  - Arbeitswohlfahrt
- Jugow, Aron
  - Fünfjahresplan, Die Volkswirtschaft der Sowjetunion
- Kampffmeyer, Paul (de)
  - Geschichte der med. Gesellschaftsklassen in Deutschland
- Kautsky, Karl – tout
  - (außer:) Der Bolschewismus in der Sackgasse
- Kobler, Franz (de)
  - Gewalt und Gewaltlosigkeit
- Korn, Karl
  - Die Weltanschauung des Sozialismus
- Korsch, K.
  - Marxismus und Philosophie
- Kracauer, Siegfried (1889–1966)
  - Die Angestellten. Aus dem neuesten Deutschland. Frankfurt a.M., Societäts-Verlag 1930, 148 S.
- Krischanowski, Michael (en)
  - Die Planwirtschaftsarbeit in der Sowjetunion
- Krische, Paul – tout (Freidenkerverlag)
- Kurella, Alfred
  - Mussolini ohne Maske
- Landauer, Gustav
  - Aufruf zum Sozialismus
- Lassalle, Ferdinand – tout
  - (sauf :) Assisenreden
  - (sauf :) Über den besonderen Zusammenhang der gegenwärtigen Geschichtsperiode mit der Idee des Arbeiterstandes
- Lénine – tout
  - (sauf :) Der Radikalismus die Kinderkrankheit des Kommunismus
  - (sauf :) Die Revolution von 1917
- Lepinski, Franz (de)
  - Die jungsozialistische Bewegung
- Lichtenberger, Henri
  - Deutschland und Frankreich
- Liebknecht, Karl (1871–1919)
  - Klassenkampf gegen den Krieg
  - Reden und Aufsätze
  - Militarismus und Anti-Militarismus
  - Studien über die Bewegungsgesetze der gesellschaftlichen Entwicklung
  - Briefe aus dem Felde, aus der Untersuchungshaft und aus dem Zuchthaus. Unter Mitarb. d. Frau Karl Liebknechts hrsg. von Franz Pfemfert, Berlin-Wilmersdorf, Verlag der Wochenschrift ‚Die Aktion‘ 1920, 138 S. mit Abb.
  - Politische Aufzeichnungen aus dem Nachlaß. Geschrieben in den Jahren 1917–1918. Unter Mitarb. von Sophie Liebknecht mit einem Vorwort und mit Anm. versehen von Franz Pfemfert, Berlin-Wilmersdorf, Verlag der Wochenschrift ‚Die Aktion‘ 1921, 162 S. (= Politische Aktionsbibliothek, Band 10).
- Lindsey, Benjamin B.
  - Kameradschaftsehe
- Lion, Hilde (1893–1970)
  - Zur Soziologie der Frauenbewegung. Die sozialistische und die katholische Frauenbewegung. Berlin, Herbig, 1926, 175 S.
- Lipinski, Richard
  - Die Sozialdemokratie
- Lowitsch, Alfred
  - Energie, Planwirtschaft, Sozialismus
- Lukács, Georg (1885–1971)
  - Geschichte und Klassenbewusstsein. Studien über marxistische Dialektik, Berlin, Malik Verlag, 1923, 343 S.
- Lunatscharski, Anatoli (1875–1933)
  - Kulturaufgaben der Arbeiterklasse. Allgemeine Kultur und Klassenkultur, Berlin, Die Aktion 1919, 29 S.
- Luxemburg, Rosa (1871 – 1919) – tout (z. B.)
  - Die Krise der Sozialdemokratie (Juniusbroschüre). mit e. Einleitung von Clara Zetkin, Berlin, Rote Fahne 1919, XI, 100 S.
  - Briefe aus dem Gefängnis. Hrsg. vom Exekutivkomitee der Kommunistischen Jugendinternationale (die Ausstattg. bes. Karl Gossow), Berlin 1927, 79 S., mit 1 eingedr. Faks. und 1 eingekl. Abb.
  - Sozialreform oder Revolution. Leipzig, Vulkan-Verlag 1919, 90 S.
- Man, Hendrik de (1885–1953) – tout
  - (sauf :) ‘‘Der Kampf um die Arbeitsfreude
  - z. B.:Die sozialistische Idee. Jena, Diederichs 1933, 343 S.
- Mann, Heinrich (1871–1950) 
  - Macht und Mensch
- Mann, Thomas
  - Von deutscher Republik
  - Deutsche Aussprache
- Marck, Siegfried – tout
- Marx, Karl – tout
- Mehring, Franz – tout
- Mennicke, Carl
  - Der Sozialismus als Bewegung und Aufgabe
- Naphtali, Fritz
  - Wirtschaftsdemokratie
- Nenni, Pietro (1891–1980)
  - Todeskampf der Freiheit. [Originaltitel: Six ans de guerre civile en Italie]. Berlin, Dietz 1930,188 S.
- Nitti, Francesco S.
  - Bolschewismus, Faschismus und Demokratie
- Nölting, Erik
  - Einführung in die Theorie der Volkswirtschaft
- Olberg, Oda
  - Der Fascismus in Italien, Die Entartung in ihrer Kulturbedingtheit
- Oppenheimer, Franz
  - Die soziale Frage, Das Grundgesetz der marxistischen Gesellschaft
- Otto, Berthold
  - Mammonismus, Militarismus, Krieg und Frieden
- Pannekoek, Anton
  - Marxismus und Darwinismus
- Paschitnow, Konstantin
  - Die Lage der arbeitenden Klassen
- Piechowski, Paul
  - Proletarischer Glaube
- Popp, Adelheid (1869–1939)
  - Der Weg zur Höhe. Die sozialdemokratische Frauenbewegung Österreichs; ihr Aufbau, ihre Entwicklung und ihr Aufstieg, Wien: Frauenzentralkomitee der Sozialdemokratischen Arbeiterpartei Deutschösterreichs, 1929,  149 S.
- Preuss, Hugo (1860–1925)
  - Verfassungspolitische Entwicklungen in Deutschland und Westeuropa. Historische Grundlegung zu einem Staatsrecht der Deutschen Republik. Aus dem Nachlaß von Dr. Hugo Preuß (ehem. Reichsminister), hrsg. und eingel. von Hedwig Hintze, Berlin, Heymann 1927, 487 S.
- Radbruch, Gustav
  - Kulturlehre des Sozialismus
- Rathenau, Walther (1867–1922)
  - Der neue Staat.** Berlin, Fischer 1922, 73 S.
- Renner, Karl
  - Der geistige Arbeiter in der gegenwärtigen Gesellschaft
  - Die Wirtschaft als Gesamtprozess…
  - Marxismus, Krieg und Internationale
- Rosenbaum, Eduard
  - Ferdinand Lassalle
- Paul von Schoenaich – tout
- Seger, Gerhart
  - Arbeiterschaft und Pazifismus
- Sinclair, Upton (1878–1968) 
  - Religion und Profit
- Sinowjew, Grigorij
  - Die Geschichte der kommunistischen Partei Rußlands
- Stalin, Jossif W. (1878–1953)
  - Lenin und der Leninismus. Wien, Verlag für Literatur und Politik 1924, 164 S.
- Sternberg, Fritz
  - Der Imperialismus, Der Niedergang des deutschen Kapitalismus
- Stier-Somlo, Fritz – tout (sauf les écrits politiques locaux)
- Striemer, Alfred
  - Zur Kritik der freien Wirtschaft
- Ströbel, Heinrich
  - Steuerschande und Wirtschaftstrug
- Suhr, Otto (1894–1957)
  - Die Welt der Wirtschaft vom Standort des Arbeiters. Eine Einführung in das Verständnis des kapitalistischen Wirtschaftsgebäudes und eine Anleitung zur Beobachtung des kapitalistischen Wirtschaftslebens. Jena, Verlag Gewerkschaftsarchiv 1926. 191 S. (= Gewerkschaftsarchiv-Bücherei, Band 4)
- Suttner, Bertha von (1843–1914)
  - Die Waffen nieder! Eine Lebensgeschichte. Berlin1919, 288 S.
- Tichauer, Theodor
  - Soziale Bildung
- Tillich, Paul (1886–1965)
  - Die sozialistische Entscheidung. Potsdam, Protte 1933, 201 S.
- Toller, Ernst (1893–1939)
  - Justiz. Erlebnisse, Berlin, Laub 1927, 146 S..
- Trotzki, Leo (1879–1940) – tout
  - (z. B.) Literatur und Revolution. [aus d. Russ. von Frida Rubiner], Wien, Verlag für Literatur und Politik 1924, 179 S.
  - (z. B.) Mein Leben. Versuch einer Autobiographie. Autor. Übers. nach dem russ. Manuskript von Alexandra Ramm, Berlin, Fischer 1930, XVI, 569 S., Ill.
- Urbantschitsch, Rudolf (von)
  - (z. B.) Die Probeehe
- Velde, Theodoor H. van de
  - Die Abneigung in der Ehe
- Vorländer, Karl (1860–1928)
  - Kant, Fichte, Hegel und der Sozialismus. Berlin, Cassirer 1920, 105 S.
- Wehberg, Hans
  - Die Führer der deutschen Friedensbewegung
  - Grundprobleme des Völkerbundes
- Weisengrün, Paul
  - Marxismus
- Weiss, Friedrich
  - Politisches Handbuch
- Weitsch, Eduard
  - Zahlen, die uns angehen
- Werke ohne Verfasser
  - Das Heidelberger Programm
  - Protokolle über die Verhandlungen des Parteitages der S.P.D
  - Weißbuch über die Schwarze Reichswehr (Liga für Menschenrechte)
  - 10 Jahre Weimarer Verfassung. 1929
  - Zusammenstellung von Reden zum Verfassungstag
- Eggert-Windegg, Walther
  - Arme und Reiche
- Wittfogel, Karl A. – tout
  - (außer:) Das erwachende China
- Woker, Gertrud
  - Der kommende Gift- und Brandkrieg und seine Auswirkungen gegenüber der Zivilbevölkerung
- Ziegler, August
  - Schwurzeugen des Antisemitismus?

### Histoire littéraire
- Bab, Julius (1880–1955) – tout
  - (z. B.) Das Theater im Lichte der Soziologie. In den Grundlinien dargestellt, Leipzig, Hirschfeld 1931, 227 S. (= Zeitfragen aus dem Gebiet der Soziologie:  Reihe 4, Beiträge zur Soziologie der Kunst, Band 1)
- Brentano (di Tremezzo), Bernard von (1901–1964)
  - Kapitalismus und schöne Literatur, Berlin, Rowohlt 1930, 112 S.
- Kerr, Alfred (1867–1948) – tout
  - (z. B.) Es sei wie es wolle, es war doch schön. Berlin, Fischer 1928, 469 S.
- Kleinberg, Alfred (1881–1939)
  - Die deutsche Dichtung in ihren sozialen, zeit- und geistesgeschichtlichen Bedingungen. Eine Skizze, Berlin, Dietz 1927, 447 S.
- Mann, Heinrich (1871–1950) 
  - Geist und Tat
- Mehring, Franz (1846–1919)
  - Die Lessing-Legende. Zur Geschichte und Kritik des preußischen Despotismus und der klassischen Literatur. Berlin: Dietz 1926, 426 S.
  - Die Literaturgeschichte (gemeint ist: Zur Literaturgeschichte von Calderon bis Heine und Zur Literaturgeschichte von Hebbel bis Gorki, – Gesammelte Schriften und Aufsätze in Einzelausgaben, Bd. 1 und 2, Hg. v. Eduard Fuchs. Berlin 1929)
- Pohl, Gerhart (1902–1966)
  - Vormarsch ins 20. Jahrhundert
- Siemsen, Anna (Pseud. Friedrich Mark) (1882–1951)
  - Literarische Streifzüge durch die Entwicklung der europäischen Geschichte. Jena, Thüringische Verlagsanstalt 1925, 285 S.
- Zweig, Stefan (1881–1942) 
  - Der Kampf mit dem Dämon. Hölderlin, Kleist, Nietzsche, Leipzig, Insel-Verlag 1925, 321 S.
  - Drei Dichter ihres Lebens. Casanova, Stendhal, Tolstoi.
  - pas : Drei Meister (gemeint ist: Drei Meister. Balzac, Dickens, Dostojewski)

### Religion, philosophie et éducation
- Adler, Max (1873–1937)
  - Neue Menschen
- Adler-Löwenstein
  - Soziologische und schulpolitische Grundfragen

(d.i. Soziologische und schulpolitische Grundfragen der weltlichen Schule.
Vortrage von Universitäts-Professor Max Adler (Wien) und Stadtrat Dr. Kurt Lowenstein,
M.d.N. (Neukolln), gehalten auf der Vertreter-Versammlung des Bundes der Magdeburg,
Verlag der Freien Weltlichen Schule,  1925?)
- Am anderen Ufer 
  - d.i. der Verlag „Am anderen Ufer“ von Otto Rühle und Alice Rühle-Gerstel,

in dem u. a. 1924 die Blätter für sozialistische Erziehung erschienen
sowie 1926/27 die Schriftenreihe Schwer erziehbare Kinder
- Barbusse, Henri (1873–1935)
  - Ein Mitkämpfer spricht
- Bauer, Otto (1881–1938)
  - Sozialdemokratie
  - Religion und Kirche
- Bjelych, Grigori, Pantelejev, Leonid
  - Schkid, die Republik der Strolche
- Cunow, Heinrich
  - Der Ursprung der Religion und des Gottesglaubens
- Dehn, Günther
  - Proletarische Jugend
- Drill, Robert
  - Die neue Jugend
- Efferoth, Hugo
  - Die Ketzerbibel
- Engelhardt, Victor
  - An der Wende des Zeitalters
- Erkes, Eduard
  - Wie Gott geschaffen wurde
- Fricke, Theodor
  - Geschichte des Protestantismus in Preußen
- Kanitz, Otto F.
  - Kämpfer der Zukunft
- Kautsky, Karl
  - Der Ursprung des Christentums
- Kawerau, Siegfried – tout
- Kerlöw-Löwenstein
  - Das Kind als Träger der werdenden Gesellschaft
- Köber, Normann
  - Das Bild vom Menschen
- Korsch, Karl
  - Marxismus und Philosophie
- Krische, Paul – tout (Freidenker Verlag)
- Lindemann, Anna
  - Was wollen die proletarischen Freidenker?
- Lindsey, Benjamin B., Evans, Wainwright
  - Revolution der modernen Jugend
- Löwenstein, Kurt – tout
- Ludwig, Emil
  - Der Menschensohn
- Lukac, G.
  - Geschichte und Klassenbewusstsein
- Müller-Lyer, Franz
- Nitsche, Max – tout (durch die DSt von der Liste gestrichen)
- Oestreich, Paul – tout
- Ognev, Nikolaï
  - Kostja Rjabzew
- Rühle, Alice, Rühle, Otto – tout
- Siemsen, Anna
  - Beruf und Erziehung
- Sommer, Bruno
  - Geschichte der Religionen Bd. 1 und 2
  - Die Bibel
- Steiger, Willy
  - Schulfeiern im Geiste lebendiger Jugend

## Sources
- (de) Cet article est partiellement ou en totalité issu de l’article de Wikipédia en allemand intitulé « Liste der verbrannten Bücher 1933 » (voir la liste des auteurs).

## Compléments